# Bison (Oklahoma)
Pour les articles homonymes, voir Bison (homonymie).
Bison est une census-designated place du comté de Garfield, dans l'État d'Oklahoma, aux États-Unis,. En 2020, elle compte une population de 56 habitants.